# Alana Gebremariam
Alana Gebremariam (biał. Алана Тадэгэ Гебрэмарыям, Ałana Tadehe Hiebremaryjam, ros. Алана Тадеге Гебремариам, Ałana Tadiegie Giebriemariam; ur. 7 marca 1997 w Mińsku) – białoruska działaczka społeczna, była więźniarka polityczna, jedna z najbardziej rozpoznawalnych twarzy studenckiego ruchu opozycyjnego na Białorusi.

## Biografia
Alana Gebremariam urodziła się w 1997 r. w Mińsku. Ma etiopskie korzenie. Ukończyła Białoruski Państwowy Uniwersytet Medyczny na kierunku stomatologia. Jako studentka zaangażowała się w działalność społeczną – była aktywistką Zrzeszenia Białoruskich Studentów (Zadzinoczańnie biełaruskich studentaŭ) oraz ruchu Młodzieżowy Blok (Moładziewy blok).
W 2019 r. kandydowała do Izby Reprezentantów z ramienia Białoruskiej Socjaldemokratycznej Hramady i Młodzieżowego Bloku. Po wyborach prezydenckich w 2020 r. została członkinią Rady Koordynacyjnej, powołanej przez opozycję w celu pokojowego dialogu z władzami. W październiku 2020 r. była kandydatka na prezydenta Swiatłana Cichanouska mianowała Gebremariam swoim przedstawicielem ds. młodzieży i studentów. 
12 listopada 2020 r. Alana została aresztowana i przewieziona do siedziby KGB. Została oskarżona o zorganizowanie działań rażąco naruszających porządek publiczny (art. 342 kodeksu karnego). 
18 listopada 2020 r., piętnaście organizacji, w tym: Centrum Obrony Praw Człowieka Wiosna, Białoruskie Stowarzyszenie Dziennikarzy, Białoruski Komitet Helsiński, Białoruski PEN Club, wydało oświadczenie, w którym uznali Hiebremaryjam za więźnia politycznego. 7 grudnia 2020 r. patronat nad więźniem politycznym objęła europosłanka Katarina Barley.
16 lipca 2021 r. została skazana na 2 lata i 6 miesięcy kolonii karnej w Homlu. 5 października 2021 r. sąd apelacyjny podtrzymał wyrok. 30 listopada 2022 r. Alana została zwolniona.
Mieszka w Warszawie, współpracuje z organizacją Politzek.me i stowarzyszeniem krewnych więźniów politycznych i byłych więźniów politycznych. Od 2024 r. jest członkinią Rady Koordynacyjnej z listy Moładziewy nastup.